# Lazos de fuego
Lazos de fuego o Mujeres del cabaret es una película musical mexicana de 1948 escrita y dirigida por René Cardona y protagonizada por Meche Barba y David Silva.

## Reparto
- Meche Barba
- David Silva
- Carolina Barret
- César del Campo
- Carlos Riquelme
- Aurora Walker
- Nora Veryán

## Comentarios
La publicidad de esta cinta rezaba: Meche Barba, la sensual bailarina que lo ha emocionado en todas sus películas, logra la consagración de su carrera. De hecho la película serviría de absoluta plataforma para el despegue de Meche en el cine de arrabal alemanista, encarnando a la rumbera mexicana que compitió con las estrellas cubanas.